# Sarcophaga antilope
Sarcophaga antilope är en tvåvingeart som beskrevs av Bottcher 1913. Sarcophaga antilope ingår i släktet Sarcophaga och familjen köttflugor. Inga underarter finns listade i Catalogue of Life.